# Khaki Safed (huyện)
Khaki Safed là một huyện thuộc tỉnh Farah, Afghanistan. Dân số thời điểm năm 1999 là 16,725 người.